# Anna Figueras Crehueras
Anna Figueras Crehueras, més coneguda com a Annita Figueras (Sabadell, 29 de juny de 1903 - 26 de gener de 1985), va ser una fotògrafa aficionada catalana.
Era filla dels sabadellencs Joan Figueras i Soler i Engràcia Crehueras, matrimoni que va tenir quatre fills, entre els quals l'Anna, el pintor Joan Figueras Crehueras i Antònia (el primer amor de Joan Oliver). Ella va estudiar al col·legi de les Monges Franceses de Sant Josep. Es va casar amb Josep Maria Marcet i Coll, amb el qual va tenir sis fills: Plàcid, Maria Antònia, Maria, Engràcia, Joan i Josep Maria. Figueras ser la impulsora de la creació de l'alberg per a infants del Nen Jesús, per a la fundació del qual va buscar finançament popular. Amb el temps, el Nen Jesús es va convertir en la primera institució espanyola dedicada exclusivament a l’assistència sanitària d’infants.
Annita Figueras era una adolescent quan, a mitjan anys 1910, els pares li van regalar una càmera Vest Pocket de la marca Kodak. Aquells primers anys, Figueras mostrava escenes inquietants marcades per un humor negre corrosiu que, amb el pas del temps, es transformaria en el registre gràfic d’una vida esplendorosa, amb alguns viatges exòtics. El seu cas, de fotògrafa aficionada en aquells anys, és força paral·lel al de la també fotògrafa sabadellenca Maria Codina Duran.